# Morfning

Morfning av ett ansikte till ett annat. Ögon, näsor och munnar är ihopkopplade, medan hår och bakgrunder bara tonar över i varandra

Morfning är en specialeffekt inom film och animering för att stegvis förändra en bild så att den övergår i en annan bild. Effekten kan användas för att få det att se ut som att en person transfomeras till en annan person eller till ett djur (hamnskiftare), eller för att lägga till slowmotion i efterhand.
Den första långfilmen som använde morfning var The Golden Child (1986), men det var i Willow (1988) som effekten populariserades. Michael Jackson var en av de första att använda effekten i en musikvideo, till låten Black or White (1991).

## Teknik
Morfning består av två delar: förvridning och övertoning. Förvridningen gör så att motsvarande delar i respektive bild flyttas till varandra. Vid morfning av ett ansikte till ett annat kopplas näsorna ihop så att det första ansiktets näsa stegvis flyttas till det andra ansiktets, och motsvarande för andra ansiktsdrag. Övertoningen, som sker parallellt med förvridningen, är en enklare effekt där den första bilden tonar bort medan den andra tonar fram.
Hur övertygande effekten är beror till stor del på kvaliteten på förvridningen och valet av särdrag som flyttas mot varandra. Moderna datorprogram kan hjälpa till att hitta dessa punkter, i synnerhet ansiktsdrag.